# Nunatak Lagos
Nunatak Lagos är en nunatak i Antarktis. Den ligger i Västantarktis. Argentina, Chile och Storbritannien gör anspråk på området. Toppen på Nunatak Lagos är 103 meter över havet.
Terrängen runt Nunatak Lagos är platt åt sydost, men åt nordväst är den kuperad. Trakten är obefolkad. Det finns inga samhällen i närheten.